# Эбелинг, Эрнст
Эрнст Фридрих Иеронимус Эбелинг (нем. Ernst Friedrich Hieronymus Ebeling; 29 октября 1804, Ганновер — 12 сентября 1851, Ганновер) — немецкий архитектор, градостроитель и государственный чиновник периода историзма и неостилей. Работал в стилях неоренессанса и английской готики. Один из основателей Ганноверской архитектурной школы. В 1845 году был назначен строительным инспектором, а в 1850 году — военным архитектором

## Биография
Эбелинг изучал архитектуру в Ганновере под руководством придворного архитектора Дидериха Христиана Людвига Виттинга, затем, с 1823 года продолжил образование в Карлсруэ у Фридриха Вейнбреннера, а после его смерти в 1826 году предпринял учебную поездку в Италию (октябрь 1826 — май 1828).
В 1828 году Эбелинг вернулся в Ганновер и с весны 1829 года работал проектировщиком военных сооружений и первым преподавателем архитектуры в Высшей торговой школе, основанной в 1831 году. После вспышки холеры на прусско-русской границе он вместе с медиком Георгом Филиппом Хольшером осмотрел местные лечебницы и основал такое же учреждение в Дамнаце на Эльбе. В сентябре 1832 года он совершил поездку в Санкт-Петербург для консультации о прочности установки Александровской колонны на Дворцовой площади. Затем Эбелинг отправился в Англию и в 1843 году снова в Италию.
Его первые попытки воплотить в жизнь в Ганновере стиль неоренессанса по образцам флорентийских дворцов Филиппо Брунеллески и Бенедетто да Майано, а также английскую готику, увенчались успехом лишь частично. По образцу Палаццо Медичи-Риккарди он построил в Ганновере между 1835 и 1837 годами Политехническую школу, Новый арсенал (цейхгауз) на Ватерлооплац (завершён в 1849 году) также во флорентийском стиле, а также Кадетский дом, здание Провинциального парламента в стиле английской готики и некоторое количество частных построек. В 1846 году Эрнст Эбелинг создал здание Calenberg-Grubenhagenschen Landschaft (позднее фондовая биржа) на Ратенауштрассе 2. В 1850 году он построил собственный дом на Ландшафтштрассе 7.
В 1851 году Эбелинг был одним из основателей «Ассоциации архитекторов и инженеров Ганновера» (Der Architekten- und Ingenieur-Verein Hannover; AIVH).

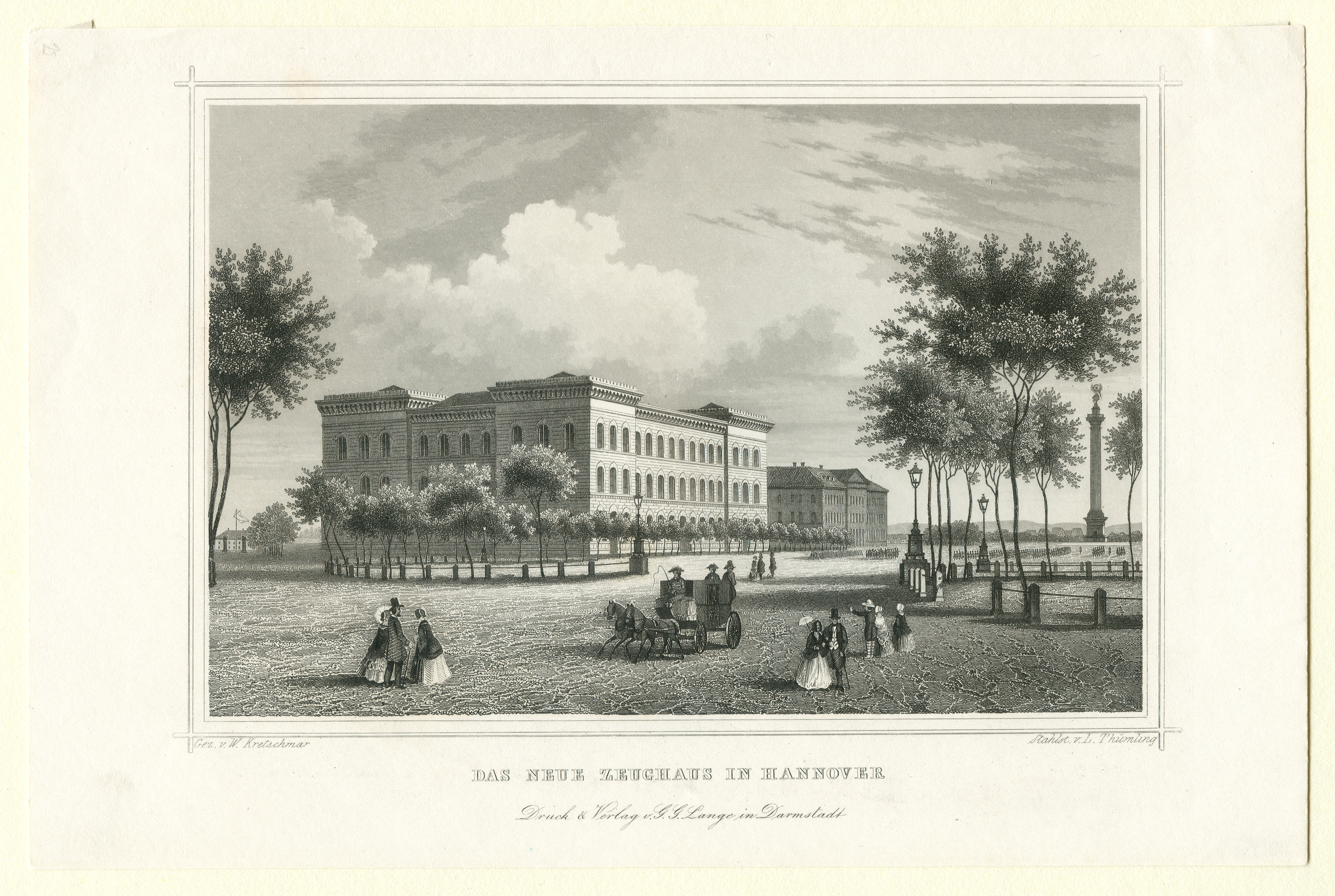
Новый арсенал на Ватерлооплац в Ганновере. 1849. Офорт
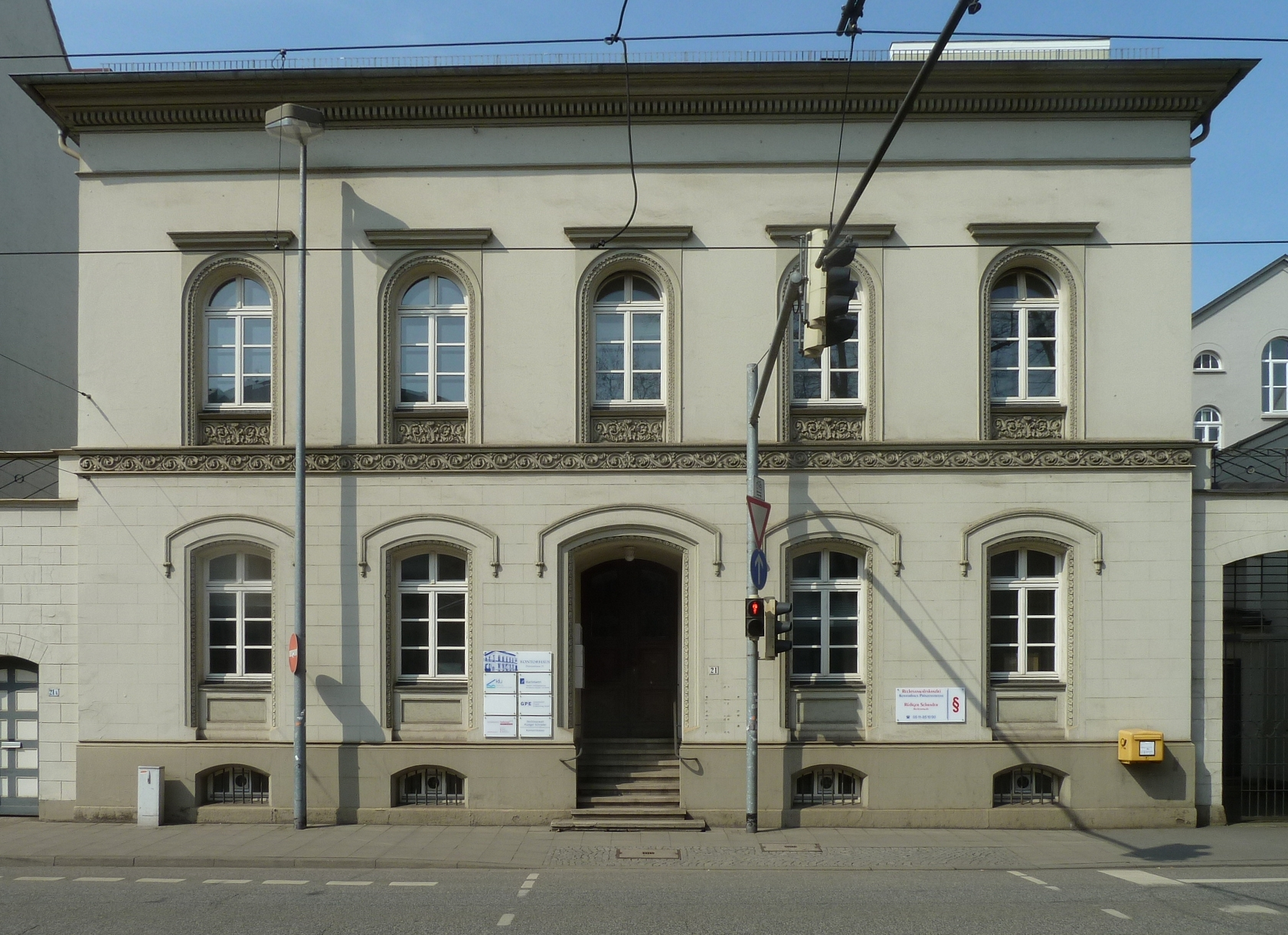
Дом на Prinzenstraße, 21. 1848. Ганновер
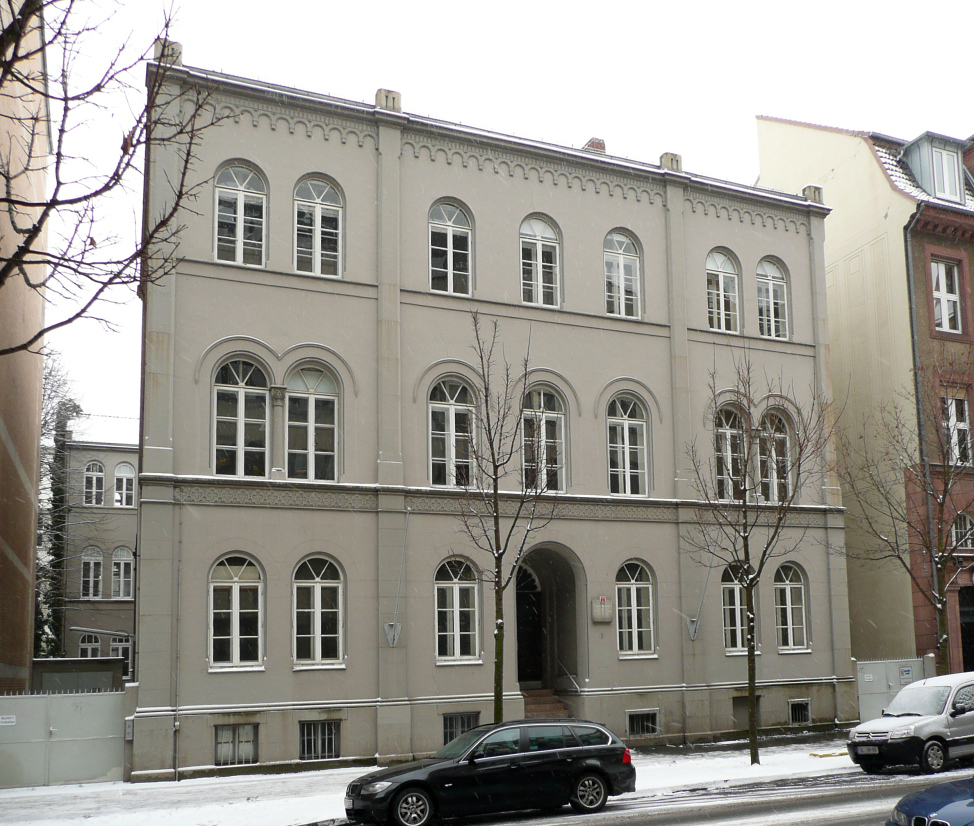
Дом Эбелинга на Landschaftsstrasse, 7. 1850. Ганновер
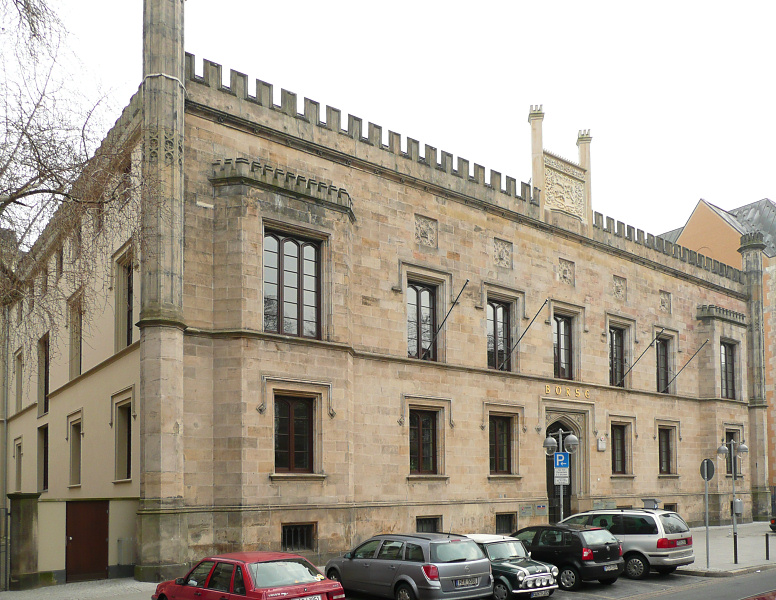
Здание фондовой биржи. 1846. Ганновер